# Distretto di Giresun
Il distretto di Giresun (in turco Giresun ilçesi) è uno dei distretti della provincia di Giresun, in Turchia.